# دنباله صحیح

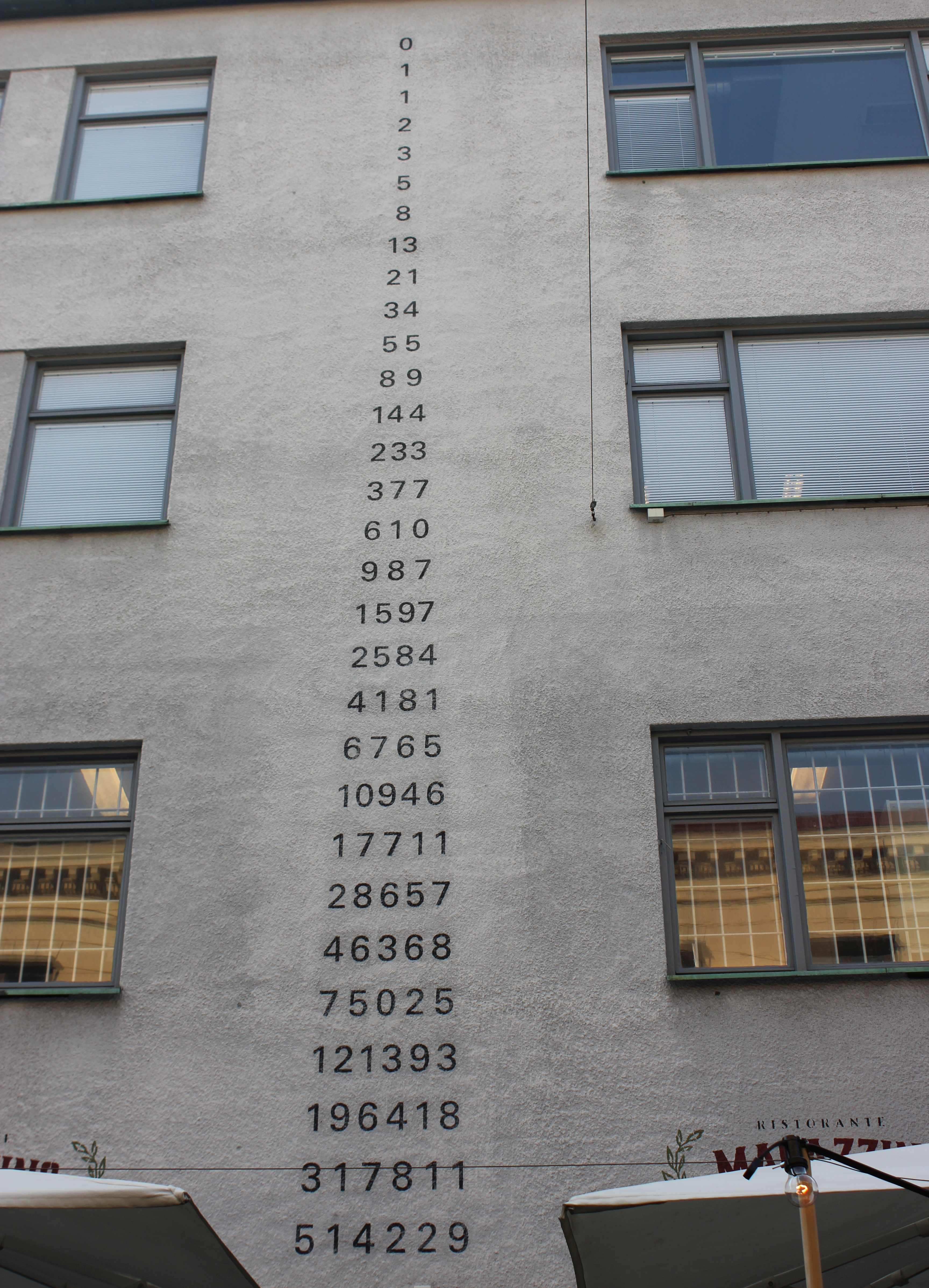
دنبالهٔ فیبوناچی بر ساختمانی در گوتنبرگ

در ریاضیات، دنبالهٔ صحیح دنباله ای از اعداد صحیح است.
دنبالهٔ اعداد صحیح ممکن است به‌طور صریح و با دادن فرمولی برای جملهٔ nام آن مشخص شود، یا به‌طور ضمنی و با دادن رابطه‌ای بین جملات آن. به عنوان مثال، دنبالهٔ ۰، ۱، ۱، ۲، ۳، ۵، ۸، ۱۳، … (دنبالهٔ فیبوناچی) با شروع از ۰ و ۱ و سپس جمع کردن دو جملهٔ متوالی برای به دست آوردن مورد بعدی شکل می‌گیرد: که این تعریفی ضمنی است و دنبالهٔ ۰، ۳، ۸، ۱۵، … مطابق فرمول n2 -1 تشکیل شده‌است: که تعریفی صریح است.
همچنین ممکن است با ویژگی‌ای تعریف شود که فقط اعضای آن دنباله از آن برخوردار باشند. مثلاً، ما می‌توانیم کامل بودن یک عدد را مشخص کنیم بدون اینکه فرمول آن را بدانیم.

## مثال‌ها
دنباله‌های صحیح که نام خاص خود را دارند عبارتند از:
- اعداد بل
- ضریب دوجمله‌ای
- اعداد کاتالان
- اعداد مرکب
- اعداد اویلر
- اعداد زوج و فرد
- اعداد فاکتوریل
- اعداد فیبوناتچی
- اعداد خوشحال
- دنباله لوکاس
- اعداد طبیعی
- افراز عدد صحیح
- عدد کامل
- اعداد اول
- اعداد فوق کامل